# نادي بريوغان لكرة السلة
نادي بريوغان لكرة السلة (بالإسبانية: Club Baloncesto Breogán)‏ هو فريق كرة سلة إسباني تأسس في سنة 1966 يقع في لوغو، منطقة غاليسيا. من أبرز لاعبيه السابقين تشارلي بيل.

## أبرز اللاعبين
- جيمس دونالدسون
- ألبرتو كورباتشو
- دانيال كلارك
- ماركو كاراريتو
- تورجير برين
- تشارلي بيل

## وصلات خارجية
- الموقع الرسمي